# Sønderholm (parochie)
Sønderholm is een parochie van de Deense Volkskerk in de Deense gemeente Aalborg. De parochie maakt deel uit van het bisdom Aalborg en telt 1589 kerkleden op een bevolking van 1707 (2004).
Historisch maakt de parochie deel uit van de herred Hornum.In 1970 ging de parochie op in de nieuwe gemeente Aalborg.

Bislev · Dall · Ejdrup · Ellidshøj · Farstrup · Ferslev · Frejlev · Godthåb · Lundby · Nibe · Nørholm · Sebber · Sønderholm · Store Ajstrup · Svenstrup · Vokslev · Volsted